# Riksväg 44
Der Riksväg 44 ist eine schwedische Fernverkehrsstraße in Västergötlands län.

## Verlauf
Die zwischen Uddevalla und Båberg bei Vänersborg vor Trollhättan autobahnartig ausgebaute Straße führt von Herrestad westlich von Uddevalla, wo sie vom Europaväg 6 nach Osten abzweigt, über Uddevalla (dort Abzweig des Länsväg 172 nach Norden) und Trollhättan, wo sie einen Abschnitt mit dem Europaväg 45 gemeinsam hat, und weiter gemeinsam mit dem Riksväg 47 an Grästorp vorbei, wo der Riksväg 47 abzweigt, und Lidköping, wo der Länsväg 187 und der Länsväg 184 auf sie treffen, schließlich weiter, dabei eine Strecke am See Vänern entlang, nach Götene. Dort endet sie am Europaväg 20.
Die Länge der Straße beträgt rund 116 km.

## Geschichte
Die Straße trägt ihre derzeitige Nummer seit dem Jahr 1962.